# مملكة سراوق
مملكة سراوق (بالإنجليزية: Kingdom of Sarawak) كانت دولة في بورنيو، أنشئت في عام 1841 من قبل جيمس بروك، حصلت على مملكة مستقلة عن سلطنة بروناي كمكافأة لمساعدتة في محاربة القرصنة والتمرد. وقد اعترف بالدولة وهويتها كدولة ذات سيادة لأول مرة من قبل الولايات المتحدة في عام 1850 ومن ثم المملكة المتحدة في عام 1863. وفي عام 1888، قبل تشارلز انتوني جونسون بروك الذي خلف جيمس بروك، بأن تكون محمية بريطانية، وبقيت كذلك حتى عام 1946، عندما قبل الحاكم الثالث تشارلز فينير بروك التنازل عن حقوقه للمملكة المتحدة. حصلت سراوق على استقلالها من بريطانيا في 22 يوليو 1963، وشكلت مع ماليزيا وسنغافورة، وبورنيو الشمالية إتحاد ملايا في 16 سبتمبر 1963.
بعد الاعتراف، وسع بروك أراضي المملكة على حساب بروناي. حدثت العديد من الثورات الكبرى ضد حكمه، ما تسبب في وقوعه بديون ضخمة لمواجهة التمردات، وكان الوضع الاقتصادي راكدًا في ذلك الوقت. خلفه ابن أخيه، تشارلز بروك، وطبّع الوضع من خلال تحسين الاقتصاد وخفض الديون الحكومية وإنشاء البنية التحتية العامة. في عام 1888، حصلت المملكة على وضع الحماية من الحكومة البريطانية.
ولتعزيز النمو الاقتصادي، شجع الراج الثاني هجرة العمال الصينيين من الصين وسنغافورة للعمل في المجالات الزراعية. مع التخطيط الاقتصادي المناسب والاستقرار، ازدهرت سرواق وظهرت كإحدى أكبر منتجي الفلفل الأسود في العالم، بالإضافة إلى الزيت وإدخال مزارع المطاط. خلفه ابنه تشارلز فينر بروك، لكن الحرب العالمية الثانية ووصول القوات اليابانية أنهى في نهاية المطاف إدارة الراج والمحمية، مع وضع المنطقة تحت إدارة عسكرية بعد استسلام اليابان في عام 1945، والتنازل عنها لبريطانيا كآخر استحواذ لها باسم مستعمرة التاج في عام 1946، ضد ميثاق الأطلسي. تشكل المنطقة الآن ولاية سرواق الماليزية.

## خلفية تاريخية

### التشكيل والسنوات الأولى
أسس جيمس بروك الراج (المملكة)، وهو مغامر إنجليزي وصل إلى ضفاف نهر سرواق وقرر أن يرسي مركبته الشراعية هناك في عام 1839. بعد أن خدم في الحرب الأنجلو بورمية الأولى حيث أصيب بجروح بالغة في المعركة، عاد بروك إلى إنجلترا عام 1825 للتعافي من إصابته. رغم محاولاته للعودة إلى الخدمة، إلا أنه لم يتمكن من العودة إلى محطته في الهند قبل انتهاء إجازته المؤقتة من الخدمة. أدى تجاوز مدة إجازته إلى إعفائه من منصبه في الجيش، لكنه حصل على معاش تقاعدي من قبل الحكومة لخدمته. استمر في رحلته من الهند وذهب إلى الصين لتحسين صحته.
في طريقه إلى الصين عام 1830، رأى جزر الأرخبيل الآسيوي، التي كانت ما تزال غير معروفة بشكل عام للأوروبيين. عاد إلى إنجلترا وقام برحلة تجارية فاشلة إلى الصين في فيندلاي قبل وفاة والده عام 1835. ألهمته قصص المغامرة المتعلقة بنجاح شركة الهند الشرقية حيث كان والده يخدم وبشكل خاص من جهود ستامفورد رافلز لتوسيع نفوذ الشركة في الأرخبيل الآسيوي، اشترى جيمس مركب شراعي اسمه روياليست مستخدماً الـ 30 ألف جنيه إسترليني الذي تركها له والده. جند طاقم للمركب الشراعي، الذي تدرب في البحر الأبيض المتوسط في أواخر عام 1836، قبل أن يبدأ إبحارهم إلى الشرق الأقصى في 27 أكتوبر 1838. بحلول يوليو 1839، وصل سنغافورة وصادف بعض البحارة البريطانيين الذين غرقوا وساعدهم بنغيران رجا مودا هاشم، عم السلطان عمر علي سيف الدين الثاني ملك بروناي.
خطط بروك أصلاً للإبحار إلى خليج مارودو في شمال غرب بورنيو، لكن الحاكم العام البريطاني في سنغافورة طلب منه أن يشكر رجا مودا هاشم في جنوب غرب بورنيو. في الشهر التالي أبحر إلى الساحل الغربي للجزيرة وفي 14 أغسطس 1839، رست مركبته الشراعية على ضفاف نهر سرواق والتقى بهاشم لإيصال الرسالة. أخبر الراجا بروك أن وجوده في المنطقة كان للسيطرة على تمرد ضد سلطنة بروناي بسبب السياسات القمعية لبنغيران إنديرا ماهكوتا، أحد أقارب السلطان. وكان السلطان قد أرسل في وقت سابق ماهكوتا لاحتكار الأنتيمون في المنطقة؛ ما أثر بشكل مباشر على دخول الملايو المحليين هناك والإحباط المتزايد للسكان الأصليين لاند داياك الذين أجبروا على العمل في المناجم لمدة 10 سنوات تقريبًا. وزُعم أيضًا أن التمرد ضد بروناي قد تم بمساعدة سلطنة سامباس المجاورة وحكومة جزر الهند الشرقية الهولندية، الذين أرادوا إنشاء حقوق اقتصادية على الأنتيمون. على الرغم من جهود هاشم لوقف التمرد، إلا أنها جاءت بلا جدوى ما دفعه لطلب المساعدة المباشرة من بروك.
استجابةً للطلب، تمكنت قوة من السكان المحليين الذين جمعهم وقادهم بروك من إيقاف التمرد مؤقتًا. مُنح بروك كمية كبيرة من الأنتيمون من المناجم المحلية والسلطة في منطقة نهر سرواق كمكافأة. بعد ذلك، تورط بروك في حملة هاشم لاستعادة النظام في المنطقة. عاد بروك إلى سنغافورة وقضى ستة أشهر أخرى في الإبحار على طول سواحل جزر سيليبس قبل أن يعود إلى سرواق في 29 أغسطس 1840.

### التأسيس
عند عودته إلى سرواق، كان التمرد ضد حكم بروناي ما يزال مستمرًا. تمكن من قمع التمرد تمامًا وعفا عن المتمردين الذين انضموا إلى جانبه، ووفر لهم مناصبًا في بعض السلطات الإدارية مع الحد من سلطتهم. على الرغم من رفض هاشم في البداية العفو عنهم ورغبته في إعدام جميع المتمردين، إلا أن بروك أقنع هاشم بمسامحتهم لأنه قام بالدور الأكبر في قمعهم. في مقابل دعم بروك المستمر للسلطنة ودفع إيجار بقيمة 500 جنيه إسترليني، حصل على منطقة كوتشينغ من سلطنة بروناي؛ التي أصبحت فيما بعد قسم سرواق الأول. ومع ذلك، بدأ هاشم بالتفكير مرتين حول إعطاء الأرض لبروك، وهو شك أثاره ماهكوتا الذي حُرم من سلطته في المنطقة لصالح بروك. أدى هذا إلى تأجيل هاشم باستمرار الاعتراف بالامتياز وغضب بروك. ذهب بروك، بقاربه روياليست المسلح بالكامل، إلى الشاطئ إلى غرفة جمهور هاشم ودعاه للتفاوض. مع القليل من الخيارات، وإلقاء اللوم بشكل رئيسي على ماهكوتا، منح هاشم سرواق إلى بروك في 24 سبتمبر 1841. أصدر بروك قوانينًا جديدة للإقليم تحظر العبودية والقتل من أجل المال والقرصنة. وبحلول يوليو 1842، أكِد تعيينه من قبل السلطان عمر علي سيف الدين الثاني.

لمنع أي نزاع آخر مع بروناي، كان بروك يأمل في إصلاح إدارة السلطنة وإنشاء حكومة موالية لبريطانيا من خلال هاشم وشقيقه بنغيران بدر الدين. بحلول أكتوبر 1843، أعاد بروك الأخوين إلى بروناي، مصطحبًا معه الأميرال إدوارد بيلشر من البحرية الملكية في سفينة إتس إم إس سامارانغ وسفينة شركة الهند الشرقية فيلنغتون. طلبت السفن الراسية في قاعة استقبال السلطان، من بنغيران يوسف استبدال هاشم بمنصب بنجيران يوسف ومطالبة السلطان بالتعهد بقمع القرصنة في مناطق سيطرته، وكذلك التنازل عن جزيرة لابوان للبريطانيين (رغم أن الحكومة البريطانية لم تطلب ذلك). كما ظل وضع بروك بصفته راجا وقنصلًا للبريطانيين في ذلك الوقت مثيرًا للجدل في المملكة المتحدة إذ لم تعترف به الحكومة البريطانية لتمثيل الرعايا البريطانيين. بشكل غير مباشر، كان بروك قد انخرط في نزاع داخلي لسلالة بروناي. منذ عام 1844، ساعد بروك بنشاط في قمع القرصنة على سواحل غرب وشمال بورنيو مع الأدميرال هنري كيبل في السفينة إتش إم إس ديدو مع السفينة فيليغيثون؛ إذ واجهوا أثناء عملية قمع القرصنة ماهكوتا، المشرف السابق على منطقة كوشينغ الذي شكل تحالفًا مع زعيم القراصنة سي داياك على نهر سكرانغ في سرواق وأسروه في نفس العام.

The evolution of Malaysia

### التنازل عن سراوق لمستعمرات التاج

المكاسب الإقليمية من عام 1841 إلى عام 1905

## الحكومة
الثلاثة الراجا الأبيض في سراوق كانوا:
- سير جيمس بروك (1841–1868)
- سير تشارلز انتوني جونسون بروك (1868–1917)
- سير تشارلز فينير بروك (1917–1946)

### معركة موكه

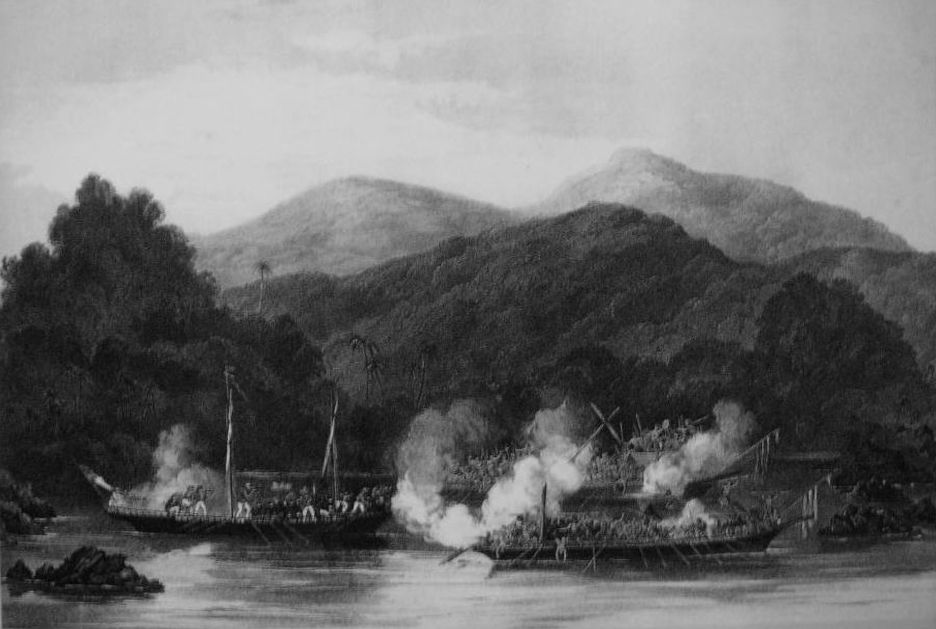
Jolly Bachelor engaging pirates off T.Datu, Sarawak, 1843